# Sela (gmina Osilnica)
Sela – wieś w Słowenii, w gminie Osilnica. W 2018 roku liczyła 80 mieszkańców.